# Историјско-етнографска секција делегације Краљевине СХС на Конференцији мира у Паризу
Историјско-етнографска секција делегације Краљевине СХС на Конференцији мира у Паризу био је тим српских, хрватских и словеначких научника којима је влада Краљевине СХС поверила задатак да разраде научну основу за усвајање захтева које би политичка делегација Краљевине СХС истакла на Конференцији мира у Паризу 1919.
Секција је окупљала научнике широм југословенског простора. Њен најзначајни члан и председник био је Јован Цвијић, а од осталих чланова истицали су се Тихомир Ђорђевић, Александар Белић, Божидар Марковић, Јован Радонић, Станоје Станојевић, Нико Жупанич, владика Иларион Зеремски, Фердо Шишић и др.
Радне просторије секције биле су смештене у хотелу „Босит” (Beau-Site) у Пресбуршкој улици (Rue de Presbourg) бр. 4. 
Називана је разним именима: етнографска, етнографско-историјска, територијална и др. Међутим, у записницима са седница секције помиње се као историјско-етнографска секција.

## Чланови
Тачан број чланова секције тешко је одредити. Према Акту Војне мисије Краљевине СХС бр. 72 од 13- марта 1919, секцију су чинили: Јован Цвијић, Тихомир Ђорђевић, Лујо Војновић, Александар Белић, Јован Радонић, Јулије Газари, Станоје Станојевић, Павле Поповић, Нико Жупанић, Божа Марковић, Јанко Мачковшек, Томаш Шорли, Фрања Весел, Фран Ковачич, Матија Славич, Јанко Претнар, Јосип Рибарич, Иван-Марија Чок и Маријо Крмпотић.

## Рад секције
Историјско-етнографска секција се састала и почела с радом 24. јануара 1919. у Паризу. На првом састанку присуствовали су Цвијић, Станојевић, Радонић, Белић и Ђорђевић. За председника секције је изабран Цвијић, док је Ђорђевићу поверено да води записник. На предлог изабраног председника једногласно је одлучено да секција свој рад постави искључиво „на чисто научну, и по томе потпуно објективну, основу”.
На седници 15. фебруара секција је, на предлог председника, ради лакшег рада подељена на пет подсекција:
- за западна питања тј. питања према Италији: Шишић, Трешнер, Шорли, Чок, Зиц, Рибарић, Ленац, Дурбешић, Беначић, Тресић-Павичић, Војиновић, Шеноа и Сигњер;
- за словеначко-немачку границу — Прекомурје и Коридор: Жупанић, Мачковшек, Ковачић, Славић, Лакатош;
- за Банат, Бачку и Барању: Зеремски, Шеноа, Радоњић, Станојевић, Михалџић, Белић, Стајић;
- за целину југословенског питања: Цвијић, Војиновић, Белић, Станојевић, Марковић, Жупанић, Ђорђевић и сви шефови подсекција;
- Редакциони одбор: Цвијић, Белић, Шишић, Марковић и Ђорђевић.